# 岡部伊都子
岡部 伊都子（おかべ いつこ、1923年3月6日 - 2008年4月29日）は、日本の随筆家。

## 来歴・人物
大阪府大阪市出身。1936年、相愛高等女学校を結核のため中退。婚約者が沖縄戦で戦死しており、この時の体験から、自分を「加害の女」と呼び、「女は被害者ではない。送り出した自分も戦争に加担した」と語っていた。戦後すぐ結婚したが、7年後に離婚。同人誌『文学室』に参加、谷沢永一は岡部の才能を最初に認めたのは自分であると書いている（『回想開高健』）。
1954年から朝日放送「四百字の言葉」の原稿を担当し、これをまとめた『おむすびの味』（1956年）で認められる。美術・伝統・自然・歴史・戦争・沖縄・差別・環境問題など、様々なジャンルの著書・連載を多数残した。
主要著作は『岡部伊都子集』全5巻（岩波書店、1996年）や『岡部伊都子作品選・美と巡礼』全6巻（藤原書店、2000年）にそれぞれ収められている。
2008年4月29日、肝臓がんのため逝去。85歳没。
落合恵子や佐高信などは岡部の愛読者であり、落合と佐高は『岡部伊都子集』の編著を担当した。

## 主な著書

### 1950年代
- 『おむすびの味 正続』創元社 1956
- 『いとはんさいなら』創元社 1957
- 『蝋涙』創元社 1957
- 『言葉のぷれぜんと』創元社 1958
- 『白』新潮社 1959
- 『十代の質問』創元社 1959

### 1960年代
- 『いのちの襞』新潮社 1961
- 『観光バスの行かない… 埋もれた古寺』新潮社 1962 のち文庫
- 『古都ひとり』新潮社 1963
- 『花の寺 正続』淡交新社 1963-65
- 『風さわぐ かなしむ言葉』新潮社 1964
- 『美の巡礼 京都・奈良・倉敷』新潮社 1965 のち学陽書房女性文庫
- 『秋篠寺法華寺』淡交新社 1965
- 『美のうらみ』新潮社 1966
- 『奈良残照の寺』淡交新社 1966
- 『京の寺』保育社カラーブックス 1966
- 『女人歳時記』河原書店 1967 のち角川文庫
- 『美を求める心』講談社 1967 のち文庫、文芸文庫
- 『鳴滝日記』新潮社 1968
- 『仏像に想う』梅原猛共著 朝日新聞社 1968 のち講談社現代新書
- 『水かがみ』淡交社 1968
- 『わが心の地図』創元社 1969

### 1970年代前半
- 『鈴の音』創元社 1970
- 『おりおりの心 理想への振子』大和書房 1970
- 『女人の京』新潮社 1970
- 『列島をゆく』淡交社 1970
- 『蜜の壷』創元社 1971
- 『秋雨前線』大和書房 1972
- 『二十七度線 沖縄に照らされて』講談社現代新書 1972
- 『心象華譜』新潮社 1972
- 『御伽草子を歩く』新潮社 1973
- 『難波の女人』講談社 1973
- 『北白川日誌』新潮社 1974

### 1970年代後半
- 『四季の菓子』読売新聞社 1975
- 『あこがれの原初』筑摩書房 1975
- 『こころをばなににたとえん』創元社 1975
- 『玉ゆらめく』新潮社 1975
- 『京の川』講談社 1976
- 『京の手みやげ』新潮社 1976
- 『紅しぼり』創元社 1976
- 『小さなこだま』創元社 1977
- 『小さないのちに光あれ 花のすがた』創元社 1977
- 『小さないのちに光あれ』大和書房 1978
- 『女人無限』創元社 1979
- 『暮しの絵暦』創元社 1979
- 『ふしぎなめざめにうながされて』大和書房 1979
- 『暮しのこころ』創元社 1979

### 1980年代
- 『自然の象』創元社 1980
- 『鬼遊び』筑摩書房 1981
- 『野の寺山の寺』新潮社 1981
- 『あしかびのいのち』PHP研究所 1981
- 『心のふしぎをみつめて』筑摩書房 1982（ちくま少年図書館）
- 『野菜のこよみ・くだものの香り』創元社 1982
- 『シカの白ちゃん』筑摩書房 1983
- 『紅のちから』大和書房 1983
- 『みほとけ・ひと・いのち』法藏館 1984
- 『京の地蔵紳士録』淡交社 1984
- 『上方風土とわたくしと』大阪書籍 1984
- 『賀茂川のほとりで』（全4巻）毎日新聞社 1985-90
- 『優しい出逢い』海竜社 1985
- 『風ありて 伊都子短章』創元社 1986
- 『いのち明かり』大和書房 1987
- 『伊都子南島譜』海風社 1988
- 『お話ひとこと』冬樹社 1988
- 『言の葉かずら』冬樹社 1989

### 1990年代
- 『うぐいす生きて』孔芸荘 1990
- 『露きらめく 伊都子短章』創元社 1991
- 『ひとを生きる』海竜社 1992
- 『生きるこだま』岩波書店 1992 のち現代文庫
- 『沖縄からの出発 わが心をみつめて』講談社現代新書 1992
- 『こころからこころへ 2巻』弥生書房 1993-94
- 『夢をつらねる』毎日新聞社 1994
- 『出会うこころ』淡交社 1994
- 『朱い文箱から』岩波書店 1995
- 『流れゆく今』河原書店 1996
- 『岡部伊都子集』全5巻 岩波書店 1996.5
- 『沖縄の骨』岩波書店 1997
- 『こころ花あかり』海竜社 1998
- 『水平へのあこがれ』明石書店 1998
- 『能つれづれこころの花』檜書店 1999
- 『未来はありますか おもいを語る』 昭和堂 1999

### 2000年代
- 『思いこもる日々』藤原書店 2000
- 『京色のなかで』藤原書店 2001
- 『弱いから折れないのさ』藤原書店 2001
- 『賀茂川日記』 藤原書店 2002
- 『朝鮮母像』 藤原書店 2004
- 『まごころ 哲学者と随筆家の対話』鶴見俊輔共著 藤原書店 2004
- 『岡部伊都子作品選・美と巡礼』全5巻 藤原書店 2005
- 『みほとけとの対話』淡交社 2005
- 『遺言のつもりで　伊都子一生語り下ろし』藤原書店 2006
- 『ハンセン病とともに』藤原書店 2006
- 『伊都子の食卓』 藤原書店 2006
- 『清らに生きる 伊都子のことば』藤原書店 2007